# WWE Evolution 2018
WWE Evolution was een vrouwelijk professioneel worstel-pay-per-view (PPV) en WWE Network-evenement dat geproduceerd werd door WWE voor hun Raw, SmackDown, NXT en NXT UK brands. Het was het enige vrouwelijke evenement en vond plaats op 28 oktober 2018 in het Nassau Veterans Memorial Coliseum in Uniondale, New York.

## Matches
| Nr. | Match                                                                                      | Winnaar(s)           | Opmerkingen                                                                               | Bron  |
| --- | ------------------------------------------------------------------------------------------ | -------------------- | ----------------------------------------------------------------------------------------- | ----- |
| 1D  | Rhea Ripley (c) vs. Dakota Kai                                                             | Rhea Ripley          | Eén-op-één Dark match voor het NXT UK Women's Championship.                               | [ 2 ] |
| 2   | Trish Stratus & Lita vs. Mickie James & Alicia Fox (met Alexa Bliss)                       | Trish Stratus & Lita | Tag team match.                                                                           | [ 3 ] |
| 3   | 20-Woman Battle Royal voor een vrouwenkampioenschapswedstrijd                              | Nia Jax              | Jax won door Ember Moon als laatste te elimineren.                                        | [ 3 ] |
| 4   | Toni Storm vs. Io Shirai                                                                   | Toni Storm           | 2018 Mae Young Classic toernooifinale.                                                    | [ 3 ] |
| 5   | Sasha Banks, Bayley en Natalya vs. The Riott Squad (Ruby Riott, Liv Morgan en Sarah Logan) | Sasha Banks          | Six-Woman Tag Team match.                                                                 | [ 3 ] |
| 6   | Shayna Baszler vs. Kairi Sane (c)                                                          | Shayna Baszler (nc)  | Eén-op-één match voor het NXT Women's Championhip. Baszler won door technical submission. | [ 3 ] |
| 7   | Becky Lynch (c) vs. Charlotte Flair                                                        | Becky Lynch          | Last Woman Standing match voor het WWE SmackDown Women's Championship.                    | [ 3 ] |
| 8   | Ronda Rousey (c) vs. Nikki Bella (met Brie Bella)                                          | Ronda Rousey         | Eén-op-één match voor het WWE Raw Women's Championship.                                   | [ 3 ] |